# Colgado de un sueño
Colgado de un sueño (pol. Tańcząc na tęczy) – singiel hiszpańskiego piosenkarza Serafína Zubiriego napisany przez José Marię Puróna i wydany na szóstej płycie studyjnej artysty o tym samym tytule z 2000 roku.
W 2000 roku utwór reprezentował Hiszpanię w 45. Konkursie Piosenki Eurowizji dzięki wygraniu w lutym finału krajowych eliminacji eurowizyjnych dzięki uzyskaniu największego wsparcia jurorów i telewidzów. 13 maja Zubiri zaprezentował numer w finale widowiska i zajął w nim 18. miejsce z 18 punktami na koncie.
Oprócz hiszpańskojęzycznej wersji utworu, Zurini nagrał piosenkę także w języku angielskim – „Dancing on Rainbows”.

## Lista utworów
CD single
1. „Colgado de un sueño”
2. „Dancing on Rainbows”